# 京西南路
京西南路是中國北宋时设置的路，首府在襄州。

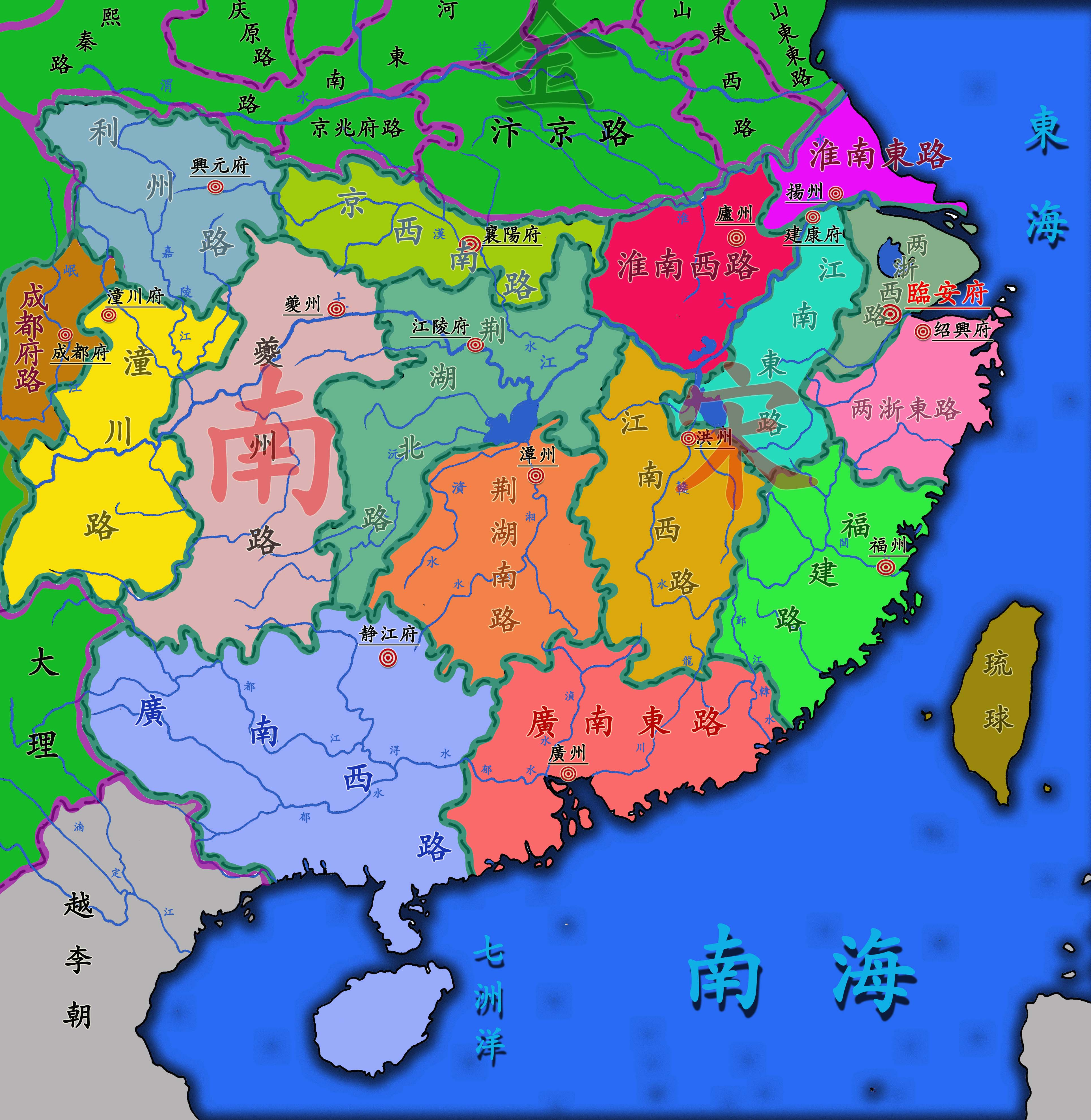
宋 分路图

宋太宗至道三年（997年），分宋朝全境為京東、京西、河北、河東、陝西、淮南、江南、荆湖南、荆湖北、兩浙、福建、西川、峽、廣南東、廣南西十五路。在並沒有行駛主權的幽雲十六州地區，宋朝也預設了燕山府路和雲中府路。
宋神宗熙宁五年（1072年），分京西路为京西北路、京西南路二路。以今伏牛山和桐柏山为二路分界线。京西北路治所在河南府，京西南路治所在襄州(今襄陽境内)。北宋宣和元年（1119年）升襄州置襄陽府；後於宋朝滅亡後劃入元朝的河南江北行省襄陽路。
北宋时期，今天湖北北部大多数土地属于京西南路，该路辖襄州、随州、郢州、房州、均州、光化军、枣阳军（1142年，为抗击金兵，升枣阳县为枣阳军，治所在襄州（今襄阳市境内））。湖北东南角设置了兴国军（阳新），属于江南西路（治所在洪州，今江西南昌）；西南角恩施，利川等地设置了施州，属于夔州路（治所在夔州，今重庆奉节）。今天湖北东南部的黄州、蕲州在北宋初期处于淮南路，治所在今江苏扬州，后淮南路分为东西两路，黄州、蕲州属于淮南西路。
南宋时期，由于北方金兵入侵，战乱不止，京西南路成为宋金交战的主战场，以江陵、鄂州为中心的荆湖北路(后首府迁武昌)、以襄阳为中心的京西南路作为长江中游的军事防御区；后蒙古军队数次进攻之后拿下襄阳，襄阳失守后不久南宋灭亡。

## 长官

### 南宋
京西南路、荊湖北路安撫制置使
- 孟珙(為收復襄陽府而出任)
- 呂文德(1259年十一月，兼領京西南路與荊湖北路兩路安撫使)